# Acaricuara

Localisation de la municipalité de Mitú dont dépend Acaricuara.

Acaricuara est, avec Villa Fátima, l'un des deux corregimientos municipaux dépendant de la municipalité de Mitú dans le département de Vaupés en Colombie.